# (23383) Схедий
(23383) Схедий (лат. Schedios, др.-греч. Σχέδιος) — типичный троянский астероид Юпитера, движущийся в точке Лагранжа L4, в 60° впереди планеты. Астероид был открыт 25 сентября 1973 года голландскими астрономами К. Й. ван Хаутеном, И. ван Хаутен-Груневельд и Томом Герельсом в Паломарской обсерватории и назван в честь Схедия, одного из героев Троянской войны.

Орбита астероида Схедий и его положение в Солнечной системе